# Torvik, Akershus
Torvik (även kallad Torget eller Torvvik) är en tätort i Nesoddens kommun i Akershus fylke i sydöstra Norge. Orten ligger på halvön Nesodden mellan Bunnefjorden och Oslofjorden, cirka sex kilometer söder om kommunens centralort Nesoddtangen. Här ligger Nesoddens kyrka från medeltiden.